# Urusei Yatsura
Urusei Yatsura (うる星やつら) is een mangaserie, bedacht en geschreven door Rumiko Takahashi. De manga werd van 1978 tot 1987 gepubliceerd in het tijdschrift Weekly Shōnen Sunday. De manga is tevens verwerkt tot een animeserie, een OVA-reeks en meerdere films.
In Engelstalige landen staat de manga ook bekend onder de titels Lum/Lamu, the Invader Girl, en, Those Obnoxious Aliens. De manga werd in 1981 bekroond met de Shogakukan Manga Award. De serie wordt tegenwoordig gezien als een goede bron van referenties voor Japanse cultuur en mythologie.

## Titelverklaring
De originele titel is een Japanse woordspeling op het woord urusai, wat "irritant" of "lastig" betekent. In plaats van de normale hiragana voor "sai" gebruiken ze hier een woordspeling door "sei" (せい) te gebruiken. Deze sei wordt met de kanji voor ster/planeet (星, sei) geschreven.
Het tweede woord in de titel, "yatsura", is de meervoudsvorm van yatsu (奴), een aanduiding voor “knul, jongen, rakker”; vaak in een negatieve betekenis.

## Verhaal
Het verhaal draait om een groep tieners die in Tomobiki, een fictieve wijk van Tokio, wonen. Centraal staan de scholier Ataru Moroboshi, die in zijn leven maar weinig geluk heeft gekend, en het meisje Lum, die in werkelijkheid een buitenaards wezen is.
Bij aanvang van het verhaal valt een groep monsterlijke aliens de aarde aan. Ze geven de mensheid echter een kans zich te verdedigen door hun computer een willekeurig mens uit te laten kiezen, die het tegen hen op moet nemen in een spel dat sterk lijkt op tikkertje. Ataru wordt de uitgekozen persoon, en Lum wordt zijn tegenstander. Als Ataru haar horens kan vastpakken binnen 10 dagen wint hij en zal de aarde worden gespaard. Hij slaagt er echter niet in om zelfs maar bij haar in de buurt te komen. Uiteindelijk beloofd Shinobu, Ataru's jeugdliefde, met hem te trouwen als hij slaagt in zijn opdracht. Gedreven door deze nieuwe motivatie slaagt Ataru in zijn opdracht. Wanneer hij uitroept dat hij nu met “haar” kan trouwen, denkt Lum echter dat Ataru het over haar heeft en accepteert zijn aanbod onmiddellijk.
In de rest van de serie probeert Ataru Lum duidelijk te maken dat hij niet in haar geïnteresseerd is, terwijl Lum zijn hart probeert te veroveren. Ze staat niet toe dat hij andere meisjes ziet, en straft hem met pijnlijke elektrische schokken als hij dit toch doet.

## Anime
De manga werd verwerkt tot een animeserie van 195 afleveringen, gemaakt door Studio Pierrot en Studio Deen. De serie was van 1981 tot 1986 te zien op het Fuji Television-netwerk.
De anime verschilt in enkele opzichten van de manga. Zo komen enkele personages en gebeurtenissen niet voor in de serie, maar alleen in de op de serie gebaseerde OVA’s.

## Films
Er zijn zes films gemaakt over de manga. De eerste vijf zijn onderdeel van de anime, waarvan de vijfde zelfs de afsluiter is. De zesde film is een speciale film gemaakt als jubileumspecial:
1. Only You
2. Beautiful Dreamer
3. Remember My Love
4. Lum the Forever
5. The Final Chapter
6. Always, My Darling